# Blauw Kasteel
Het Blauw Kasteel is een beschermde site nabij de tot de West-Vlaamse gemeente Oostkamp behorende plaats Moerbrugge. Het staat in de Ravenbosstraat 10. Het monument werd beschermd bij Ministerieel Besluit van 31 juli 1997.

## Geschiedenis
De oudste vermelding van het Blauw Kasteel klimt op tot omstreeks 1360, maar de site is heel wat ouder. Archeologisch onderzoek heeft op het omwalde opperhof sporen aan het licht gebracht van een gebouw uit de 11de of 12de eeuw. Vermoedelijk tijdens het tweede kwart van de 16de eeuw liet de familie Van Mander, de toenmalige eigenaar van het leengoed, het huidige kasteel bouwen. Het bestond uit een woontoren, geflankeerd door traptoren en omgeven door een walgracht, die op sommige plaatsen meer dan 15 meter breed was. De woontoren, waarvan de ramen in verdiepte vensternissen gevat zijn, sluit aan bij de Brugse baksteengotiek. Oorspronkelijk telde de woontoren een kelder en drie verdiepingen. Per verdieping was er telkens een kamer, toegankelijk via de natuurstenen spiltrap in de traptoren. De moerbalken van de ruimte op de benedenverdieping rusten op twee figuratieve consoles met de afbeelding van een mannen- en vrouwenhoofd. Ze maken deel uit van een renaissancistische muurschildering met floralre motieven, die tijdens de recente restauratiewerken aan het licht kwam. Het Blauw Kasteel werd omstreeks 1600 een pachthoeve, die aan het begin van de 19de eeuw eigendom werd van de markiezen Arconati-Visconti. Herhaaldelijk werden aan het landhuis verbouwingswerken uitgevoerd. In de loop van de 18de eeuw werd de derde verdieping van de woontoren afgebroken en werd tegen de noordgevel een bescheiden woonhuis van drie traveeën opgetrokken. De spits van de traptoren werd wellicht in de loop van de eerste decennia van de 19de eeuw vervangen door kantelen. Na een grondig archeologisch en bouwhistorisch onderzoek, werd het vervallen Blauw Kasteel in 2002 volledig gerestaureerd. Alle storende elementen werden afgebroken, verschillende ramen werden opnieuw geopend, de bogen op de kelderverdieping werden weer vrijgemaakt en de spits van de traptoren werd gereconstrueerd. De wal rond het kasteel werd opnieuw uitgegraven en in de onmiddellijke omgeving werd een hoogstamboomgaard met lokale fruitvariëteiten aangeplant.

## Voetnoten
1. ↑  http://www.oostkamp.be/Vrijetijd_/Toerisme/bezienswaardigheden#Beschermde_monumenten
2. ↑  https://web.archive.org/web/20100806211907/http://www.heemkringoostkamp.be/content/view/90/70/